# Ogcodes guttatus
Ogcodes guttatus is een vliegensoort uit de familie van de spinvliegen (Acroceridae). De wetenschappelijke naam van de soort is voor het eerst geldig gepubliceerd in 1854 door A. Costa.